# اتفاق (فلم 1969)
اتفاق هو فيلم إثارة غموض هندي من إخراج ياش تشوبرا وبطولة ناندا، راجيش خانا، بيندو وافتخار. عرض الفيلم في 10 أكتوبر 1969.

## روابط خارجية
- مقالات تستعمل روابط فنية بلا صلة مع ويكي بيانات